# Juiced: Eliminator
Juiced: Eliminator es un 
videojuego de carreras, la secuela de Juiced, desarrollada por el estudio británico Juice Games. Esta versión toma muchos elementos de la contraparte para consola. Fue lanzado exclusivamente para el sistema portátil PlayStation Portable y lanzado en móviles como Juiced 3D. Tiene un nuevo modo donde el jugador debe intentar no ser eliminado, como el título del juego. El argumento mismo es un reboot del Juiced original, donde los jugadores inician una carrera en Angel City.

## Argumento
La trama comienza al principio de la carrera de carreras del jugador en Angel City. El jugador comienza a competir con una nueva líder del equipo llamada Nina (nombre del equipo: Total Power Junkies), que no respeta al jugador y piensa que el jugador no tiene lo necesario para vencerla en una carrera. Ella le permite al jugador usar uno de sus autos y apuestas con el jugador (lo mismo con TK en el Juiced original). Después de que el jugador la vence en la carrera, ella le da más respeto al jugador, se disculpa por ser agresiva antes de la carrera y le da al jugador su número de teléfono celular. Aquí es donde comienza la carrera, que le da al jugador una mayor variedad de eventos de carrera y le permite recolectar autos y ganar más respeto de Nina y otros líderes de la tripulación.
Juiced Eliminator tiene un nuevo modo llamado Career Challenge. Es una carrera adicional establecida por los líderes de la tripulación, donde el jugador tiene que completar varias carreras en un número limitado de días (y meses) para completar el desafío.

## Jugabilidad
Hay seis tipos de carrera:
- Circuito: carrera estándar, circuito completo dentro del número establecido de vueltas.
- Punto a punto: Carrera de principio a fin.
- Sprint: Una carrera de arrastre (solo controlador manual). El jugador compite con tres oponentes en una carrera de tres series de calor, el total de puntos después de cada calor determina el ganador.
- Showoff: carrera cronometrada, el jugador puede realizar varios trucos, como giros de rosquillas, giros de contrabando, 36, giros en J y desvíos.
- Eliminador: Corre alrededor de la pista en varias vueltas. La última persona en cada vuelta está fuera de la carrera. La carrera termina cuando queda un piloto.
- Carrera de relevos: (2,2,2 y 3,3)

## Autos
Juiced: Eliminator incluye un total de 63 vehículos con licencia. Todos los vehículos del predecesor, un total de 56, fueron adoptados. Los nueve vehículos agregados son en su mayoría autos compactos. Un vehículo de la marca Seat ahora también está representado en la serie Juiced por primera vez.
La siguiente tabla enumera todos los vehículos que se pueden jugar en Eliminator:
| Lista de autos               |                           |                             |
| Acura Integra Type R         | Holden Monaro CV8         | Pontiac Firebird (1998)     |
| Acura NSX                    | Honda Civic Type-R        | Renault Clio                |
| Acura RSX Type-S             | Honda Civic Si            | Renault Clio V6 Sport       |
| Chevrolet Camaro (1993)      | Honda Civic Si (2006)     | Renault Mégane Sport        |
| Chevrolet Camaro Z28 (1972)  | Honda CRX                 | Scion tC                    |
| Chevrolet Corvette C3        | Honda NSX                 | Seat Ibiza Cupra            |
| Chevrolet Corvette Z06       | Honda Prelude VT          | Subaru Impreza WRX STi 2002 |
| Dodge Viper GTS              | Honda S2000               | Subaru Impreza 22B STi      |
| Dodge Charger R/T (1969)     | Mazda MX-5                | Toyota Celica SS-I          |
| Dodge SRT-4                  | Mazda RX-7                | Toyota Celica SS-II         |
| Dodge Neon R/T               | Mazda RX-8                | Toyota Corolla              |
| Fiat Coupé                   | Mitsubishi Eclipse D30    | Toyota MR-S                 |
| Fiat Punto 1.8HGT            | Mitsubishi FTO            | Toyota Supra MKIV           |
| Ford Mustang Fastback (1967) | Mitsubishi Lancer EVO 5/6 | Vauxhall Corsa Sri 1.8l 16v |
| Ford Mustang (1999)          | Mitsubishi Evo 8 GSR      | VW Corrado VR6              |
| Ford Focus SVT               | Mitsubishi 3000GT         | VW Golf 4                   |
| Ford Focus ZTS               | Nissan 350Z               | VW New Beetle               |
| Ford Falcon XR-8             | Nissan Skyline GT-R R34   |                             |
| Ford Mustang GT (2005)       | Peugeot 206 GTI 2003      |                             |

## Banda sonora
Se ha creado una nueva banda sonora para "Juiced: Eliminator". Contiene un total de 15 piezas de música de las áreas de música electrónica y pop.
| Musica del juego |                          |                                                              |          |
| #                | Artista                  | Título                                                       | Duración |
| 1                | 8 Fold                   | Dropzone                                                     | 4:37     |
| 2                | Born Tricky & Mr.Frisk   | Let Me Out                                                   | 6:49     |
| 3                | Fall Out Boy             | Dance, Dance                                                 | 4:50     |
| 4                | Blossom Dearie           | Just One Of Those Things                                     | 2:01     |
| 5                | Life As Is               | Will Spin                                                    | 4:42     |
| 6                | Metric                   | Control Mix 3                                                |          |
| 7                | Metric & Bob Standard    | Spilt Milk (Dub Mix)                                         | 3:50     |
| 8                | The All-American Rejects | Night Drive                                                  | 3:25     |
| 9                | Hoobastank               | Out Of Control                                               | 2:45     |
| 10               | Queens Of The Stone Age  | Precious And Grace (llamado "Precious Angdrace" en el juego) | 3:29     |
| 11               | Limp Bizkit              | Rollin'                                                      | 3:32     |
| 12               | Sennah                   | All I Need                                                   | 4:14     |
| 13               | Subsource                | Making Voodoo                                                | 2:55     |
| 14               | Swain & Paris            | What Is This                                                 | 7:50     |
| 15               | Titus Gein               | tLiquid Persuasion                                           | 2:29     |

## Recepción
El juego recibió revisiones "mixtas" según el videojuego agregador de revisión Metacritic.